# Masato Sakai
Masato Sakai (em japonês:  坂井 聖人, Sakai Masato; Yanagawa, 6 de junho de 1995) é um nadador japonês, medalhista olímpico.

## Carreira

### Rio 2016
Sakai competiu na natação nos Jogos Olímpicos de Verão de 2016, conquistando a medalha de prata nos 200 metros borboleta.